# Kinna Idrottsförening
O Kinna Idrottsförening, ou simplesmente Kinna IF, é um clube de futebol da Suécia fundado em 1934. Sua sede fica localizada em Kinna.
Em 2009 disputou a Division 2 Mellersta Götaland, uma das seis ligas da quarta divisão do futebol sueco, terminando na oitava colocação dentre 12 clubes participantes.